# Cardillac
Cardillac es una ópera de Paul Hindemith en tres actos y cuatro escenas. Ferdinand Lion escribió el libreto basado en el cuento Mademoiselle de Scuderi de E.T.A. Hoffmann.

## Historia
La primera representación fue en la Staatsoper de Dresde el 9 de noviembre de 1926. Pronto se representó por toda Alemania. Se estrenó en el Reino Unido en 1935, con Miriam Licette. Hindemith revisó tanto el texto como la partitura, porque según Ian Kemp, el idioma musical "parecía grosero e indisciplinado". Esta segunda versión se representó por vez primera en el Zúrich Stadttheater el 20 de junio de 1952. Hans-Ludwig Schilling ha publicado una comparación de las dos versiones. Después de 1953, Hindemith solo aprobó la versión revisada de 1952 para representaciones teatrales. Sin embargo, después de la muerte del compositor en 1963, la versión original estuvo disponible para producciones, y es la que se representa habitualmente.
El estreno italiano de la ópera fue en la Bienal de Venecia del año 1948 como parte del Festival de Venecia de Música Contemporánea XI. El estreno estadounidense lo realizó la Ópera de Santa Fe en 1967. La New Opera Company presentó las primeras representaciones en el Reino Unido en marzo de 1970 en Sadler's Wells, aunque Londres vio una versión de concierto de la ópera por la Orquesta Sinfónica de la BBC en 1936.
Esta ópera rara vez se representa en la actualidad; en las estadísticas de Operabase Archivado el 14 de mayo de 2017 en Wayback Machine. aparece con solo 6 representaciones en el período 2005-2010.

## Personajes
| Personaje                | Tesitura | Elenco del estreno 9 de noviembre de 1926 (Director: Fritz Busch) |
| ------------------------ | -------- | ----------------------------------------------------------------- |
| Cardillac, el orfebre    | barítono | Robert Burg                                                       |
| La hija de Cardillac     | soprano  | Claire Born                                                       |
| El oficial               | tenor    | Max Hirzel                                                        |
| El comerciante de oro    | bajo     | Adolph Schoepfin                                                  |
| El cortesano (caballero) | tenor    | Ludwig Max Eybisch                                                |
| La dama                  | soprano  | Grete Merrem-Nikisch                                              |
| Mariscal Provost         | bajo     | Paul Schöffler                                                    |

## Grabaciones
- Joseph Keilberth, director; Dietrich Fischer-Dieskau, Leonore Kirschstein, Donald Grobe, Karl Christian Kohn, Eberhard Katz, Elisabeth Söderström, Willi Nett; Coro de la Radio de Colonia; Orquesta Sinfónica de la Radio de Colonia; (Deutsche Grammophon). Esta grabación es de la versión original de 1926.
- Kent Nagano, director; Alan Held, Angela Denoke, Christopher Ventris, Hannah Esther Minutillo, Charles Workman; Orquesta y Coro de la Ópera Nacional de París; Bel Air Classiques, (2007).
- Wolfgang Sawallisch, director; Donald McIntyre, Robert Schunk, Maria de Francesca-Cavazza, Hans Günther Nöcker; Coro de la Ópera Estatal de Baviera, Orquesta Estatal de Baviera; representado y diseñado por Jean-Pierre Ponnelle; DVD (2008). Esta grabación es de la versión original de 1926.